# Sparattanthelium
Sparattanthelium es un género de plantas con flor en la familia de las hernandiáceas.  Comprende 20 especies descritas y  de estas solo 7 aceptadas.

## Descripción
Son arbustos escandentes o bejucos, que alcanzan un tamaño de 3–6 m de alto, ramas glabras o puberulentas; plantas poligamodioicas. Hojas alternas, lanceoladas u oblongo-lanceoladas, 8–15 cm de largo y 1.5–3 cm de ancho, largamente acuminadas en el ápice, obtusas en la base, enteras, glabras o puberulentas, cistolitos presentes, cartáceas, triplinervias; pecíolos 1–4 cm de largo. Inflorescencia un dicasio axilar, ebracteado, puberulento; flores estaminadas con 4–5 tépalos caducos, 5 mm de largo, estambres 4 (5), filamentos delgados, sin glándulas; flores pistiladas con 4–5 tépalos unidos en la base formando un tubo corto, estaminodios ausentes, estigma capitado. Fruto ovoide-elipsoide, 1.5 cm de largo y 1 cm de diámetro, acostillado; semilla solitaria, cotiledones arrugados o espiralados.

## Taxonomía
El género fue descrito por Carl Friedrich Philipp von Martius y publicado en Flora 24(2, Beibl. 2): 40–41. 1841. La especie tipo es: Sparattanthelium tupiniquinorum Mart.

## Especiesseleccionadas
- Sparattanthelium acreanum Pilg.
- Sparattanthelium amazonum Mart.
- Sparattanthelium aruakorum Tutin
- Sparattanthelium atrum Pilg.
- Lista de especies